# Кайластуй
Кайла́стуй (бур. Хайлааhата) — село в юго-восточной части Краснокаменского района Забайкальского края России. Расположен на реке Аргунь, на российско-китайской границе.
Население — 447 чел. (2021).

## Расположение
Село расположено на левом берегу реки Аргунь, в устье пади Большой Карганатуй, непосредственно у российско-китайской границы (была изменена в пользу КНР в 2004-2005 годах).

## История
Село основано в 1729 году как пограничный караул после подписания 20 августа 1727 года Саввой Рагузинским Буринского трактата, ставшего частью Кяхтинского договора об установлении границы между Россией и Китаем в Забайкалье.

## Население
| 2002 | 2003  | 2010 | 2012 | 2013 | 2014 | 2015 |
| ---- | ----- | ---- | ---- | ---- | ---- | ---- |
| 1044 | ↗1300 | ↘808 | ↘791 | ↘743 | ↘726 | ↘686 |
| 2016 | 2017  | 2018 | 2019 | 2020 | 2021 |      |
| ↘645 | ↘627  | ↘594 | ↘588 | ↘582 | ↘447 |      |

## Достопримечательности
На северо-западной окраине села сохранились остатки археологического памятника эпохи киданей — «Вал Чингисхана».

## Экономика
В селе действует сельскохозяйственная артель «Кайластуй», в которой трудится 140 человек.

## Топографические карты
- Лист карты M-50-XXIII Кайластуй. Масштаб: 1 : 200 000. Издание 1980 г.